# Kamé Ali
Ali Kamé (né le 21 mai 1984 à Namakia, district de Mitsinjo) est un athlète malgache, spécialiste des épreuves combinées.
Il remporte la médaille d'or du décathlon lors des Championnats d'Afrique 2012 à Porto-Novo, après avoir remporté la médaille de bronze lors des Jeux africains de 2011 et est sélectionné dans l'équipe malgache pour les Jeux olympiques de Londres sur 110 m haies. Sa victoire à Porto-Novo lui permet également de se qualifier pour le décathlon des Championnats du monde à Moscou.
Son record est de 7 685 points, réalisé en 2011 aux Championnats d'Afrique des épreuves combinées au Réduit à Maurice.
Sélectionné dans l'équipe malgache pour les Jeux olympiques de 2016 pour l'épreuve du décathlon, il ne remplit pas les conditions techniques pour cette épreuve et est en conséquence inscrit sur celle du 110 m haies.

## Palmarès
| Date | Compétition                     | Lieu           | Résultat | Épreuve     | Points    |
| ---- | ------------------------------- | -------------- | -------- | ----------- | --------- |
| 2006 | Championnats d'Afrique          | Bambous        | -        | Décathlon   | DNF       |
| 2007 | Jeux africains                  | Alger          | 7e       | Décathlon   | 7 012 pts |
| 2008 | Championnats d'Afrique          | Addis Abeba    | 4e       | Décathlon   | 6 774 pts |
| 2010 | Championnats d'Afrique          | Nairobi        | 4e       | Décathlon   | 7 072 pts |
| 2011 | Jeux africains                  | Maputo         | 3e       | Décathlon   | 7 458 pts |
| 2012 | Championnats d'Afrique          | Porto Novo     | 1er      | Décathlon   | 7 252 pts |
| 2012 | Jeux olympiques                 | Londres        | -        | 110 m haies | DQ        |
| 2013 | Championnats du monde           | Moscou         | -        | Décathlon   | DNF       |
| 2013 | Jeux de la Francophonie         | Nice           | 4e       | Décathlon   | 7 456 pts |
| 2014 | Championnats d'Afrique          | Marrakech      | 5e       | Décathlon   | 6 819 pts |
| 2015 | Jeux des îles de l'océan Indien | Saint-Paul     | -        | Décathlon   | DNF       |
| 2016 | Championnats d'Afrique          | Durban         | 3e       | Décathlon   | 6 892 pts |
| 2016 | Jeux olympiques                 | Rio de Janeiro | -        | 110 m haies | DNS       |

## Records
| Épreuve           | Performance       | Lieu                | Date              |
| ----------------- | ----------------- | ------------------- | ----------------- |
| 100 m             | 11 s 00           | Maputo              | 11 septembre 2011 |
| Saut en longueur  | 7,43 m            | Bambous             | 13 avril 2012     |
| Lancer du poids   | 13,67 m           | Maputo              | 11 septembre 2011 |
| Saut en hauteur   | 2,02 m            | Réduit              | 16 avril 2011     |
| 400 m             | 49 s 29           | Desenzano del Garda | 7 mai 2011        |
| 110 m haies       | 14 s 61           | Bambous             | 14 avril 2012     |
| Lancer du disque  | 39,10 m           | Durban              | 23 juin 2016      |
| Saut à la perche  | 4,40 m            | Réduit              | 17 avril 2011     |
| Lancer du javelot | 65,76 m           | Moscou              | 11 août 2013      |
| 1 500 m           | 4 min 31 s 61     | Desenzano del Garda | 8 mai 2011        |
| Décathlon         | 7 685 points (NR) | Réduit              | 17 avril 2011     |

| Épreuve          | Performance    | Lieu  | Date             |
| ---------------- | -------------- | ----- | ---------------- |
| 60 m             | 7 s 31         | Reims | 7 février 2015   |
| Saut en longueur | 6,83 m         | Metz  | 1er février 2014 |
| Lancer du poids  | 12,95 m        | Reims | 7 février 2015   |
| Saut en hauteur  | 1,84 m         | Reims | 7 février 2015   |
| 60 mètres haies  | 8 s 37         | Metz  | 10 janvier 2016  |
| Saut à la perche | 4,50 m (NR)    | Metz  | 2 février 2014   |
| 1 000 m          | 2 min 50 s 26  | Reims | 8 février 2015   |
| Heptathlon       | 5 152 pts (NR) | Metz  | 2 février 2014   |